# Can Sebastià Soler
Can Sebastià Soler, coneguda també com a Can Pahissa, és un monument del municipi de Vilanova i la Geltrú a la comarca del Garraf, protegit com a bé cultural d'interès local.

## Descripció
Edifici aïllat, voltat parcialment de jardí, que fa cantonada entre la rambla de la Pau i el carrer Soler i Morell. Consta de semisoterrani, planta baixa aixecada en relació al nivell del carrer i terrat. Les façanes, de pedra vista rosa, tenen com a element més remarcable les grans finestres on s'equilibren la tendència a la forma circular del modernisme i la tendència clàssica basada en l'ús de columnes amb capitells jònics. La part superior d'aquestes obertures va resseguida per una motllura que les unifica. Les façanes estan coronades per una cornisa decorada amb motius vegetals i una barana de terrat que combina l'obra i el ferro. A la part posterior hi ha una tribuna de planta semicircular coberta amb una semicúpula. Al jardí, poc cuidat, hi ha una torre d'inspiració naturalista.

## Història
El projecte definitiu de l'actual edifici fou realitzat l'any 1921 per l'arquitecte Josep Mª Miró i Guibernau. Amb anterioritat, el propietari Sebastià Soler, havia encarregat dos projectes no realitzats: el primer data del 1915 i és signat per l'arquitecte Josep Font i Gumà; el segon, de l'any 1917, porta la signatura del mestre d'obres Gaietà Miret. A la torre del jardí hi ha una inscripció que diu: «Colònia S. Soler 1916», fet que indica que la construcció fou anterior a la de la casa. L'any 1983 l'ajuntament de Vilanova i la Geltrú va comprar la finca i l'any següent va realitzar-hi obres de restauració i condicionament, segons projecte de l'arquitecte municipal Miquel Orriols i Mas, per a transformar-la en Casal d'Avis.

## Galeria

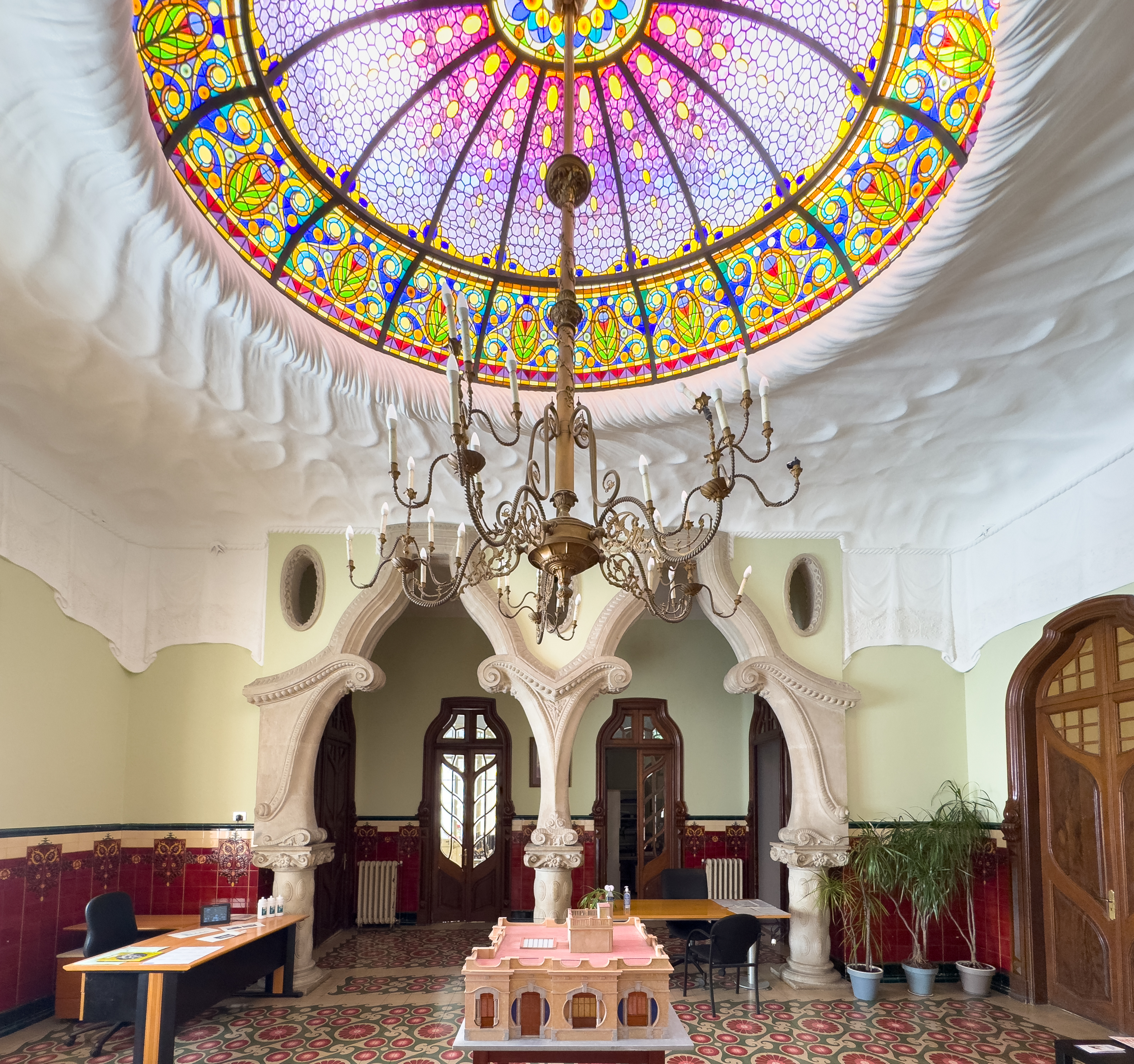
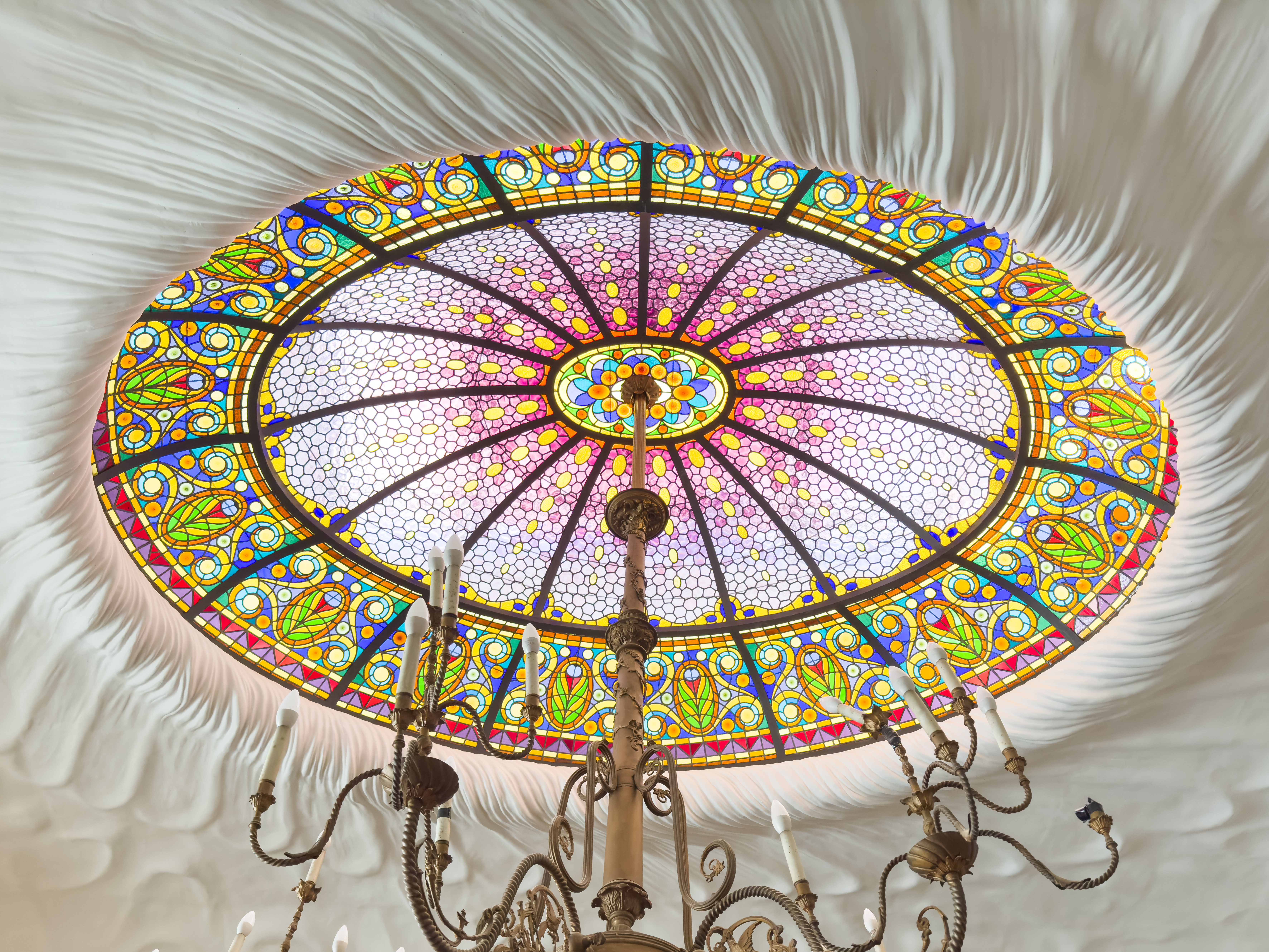
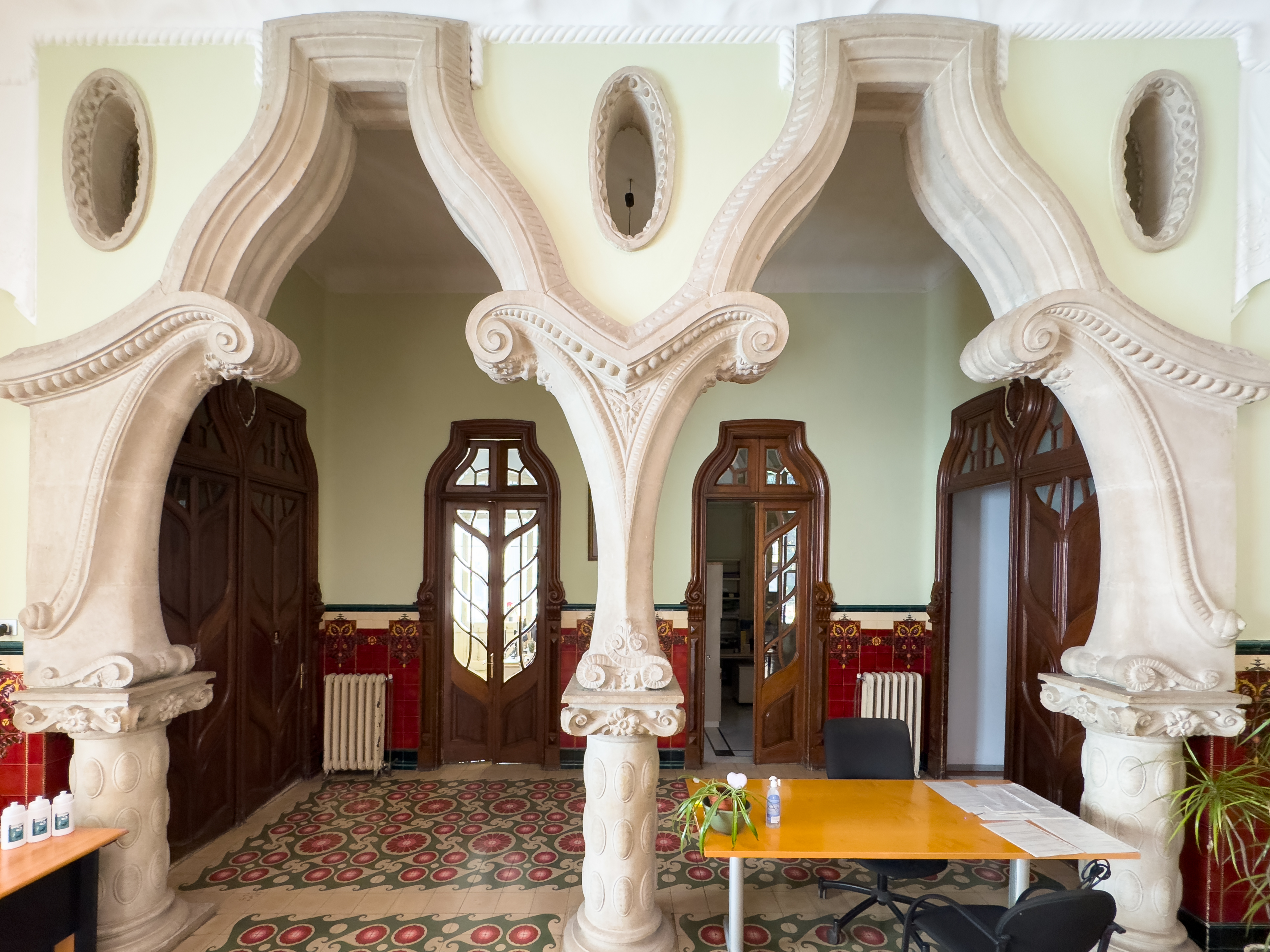
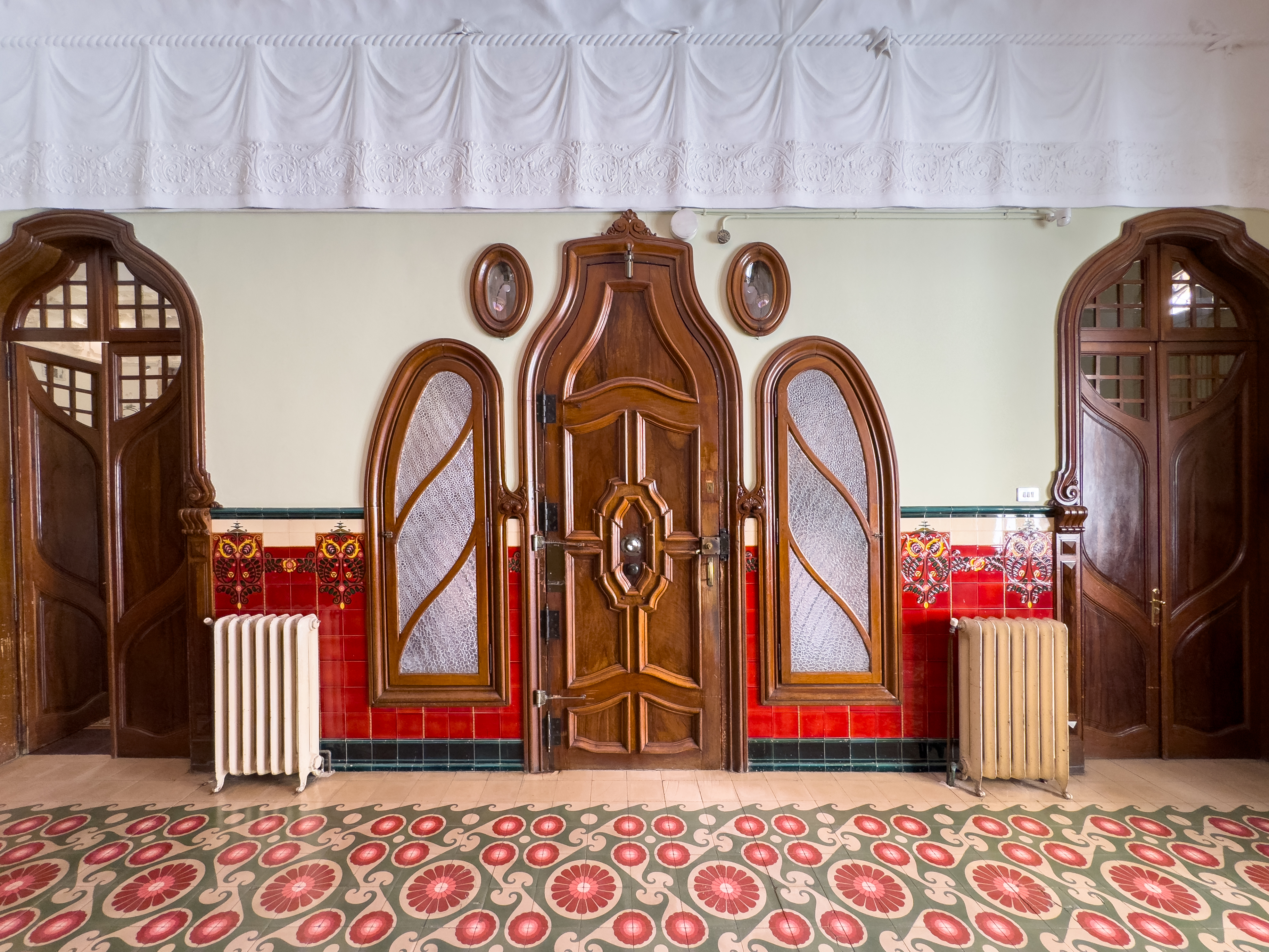
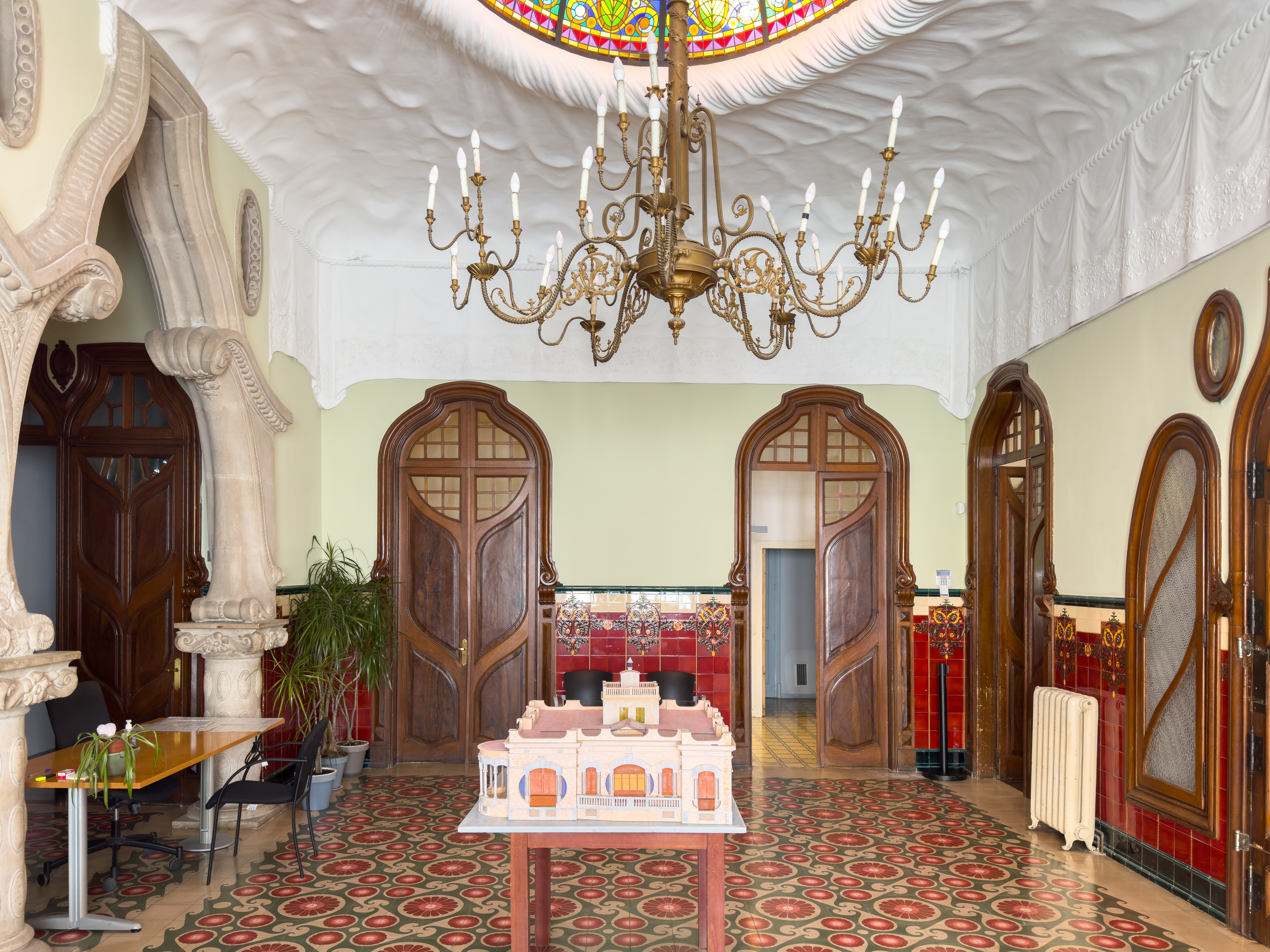
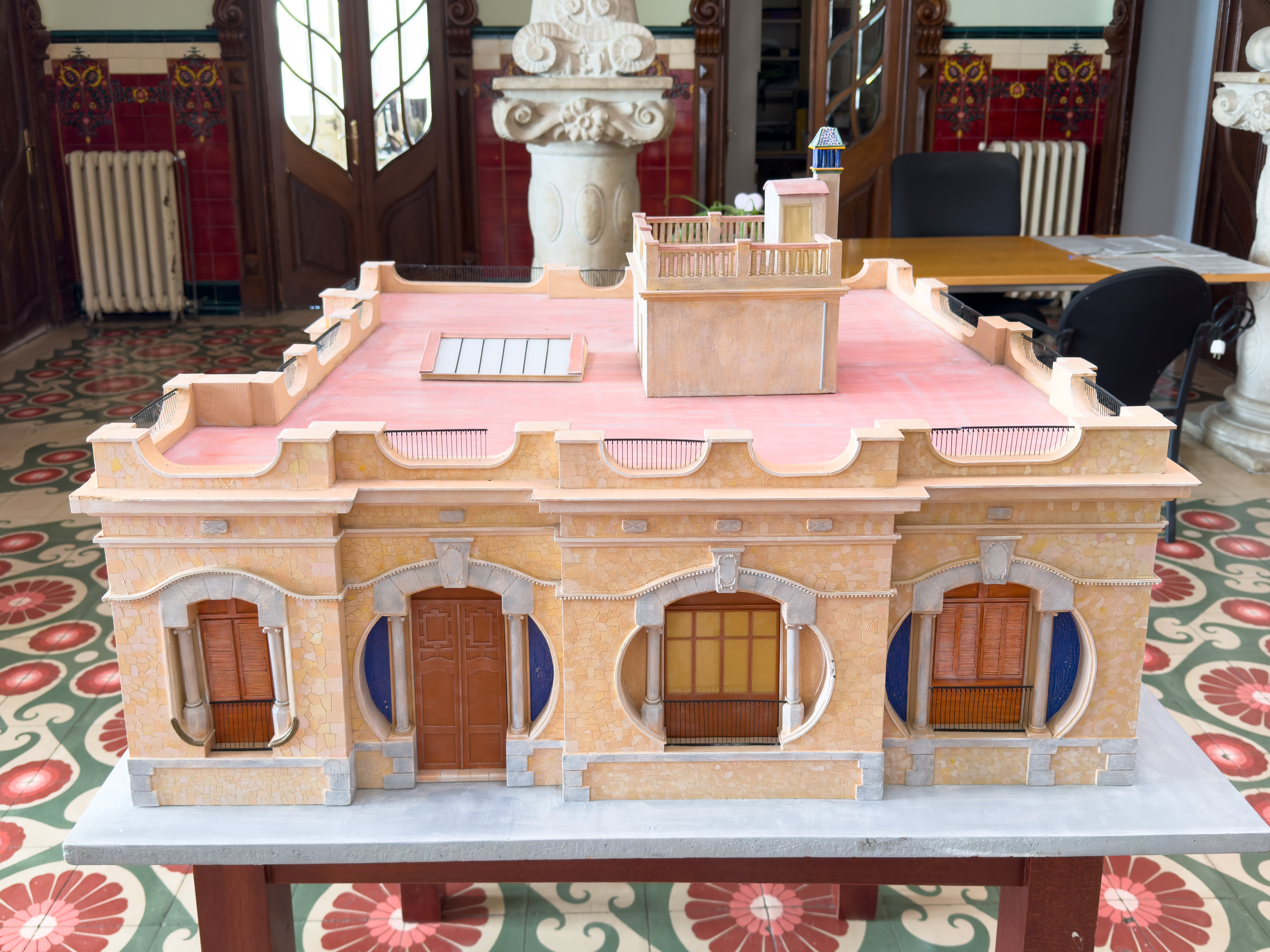
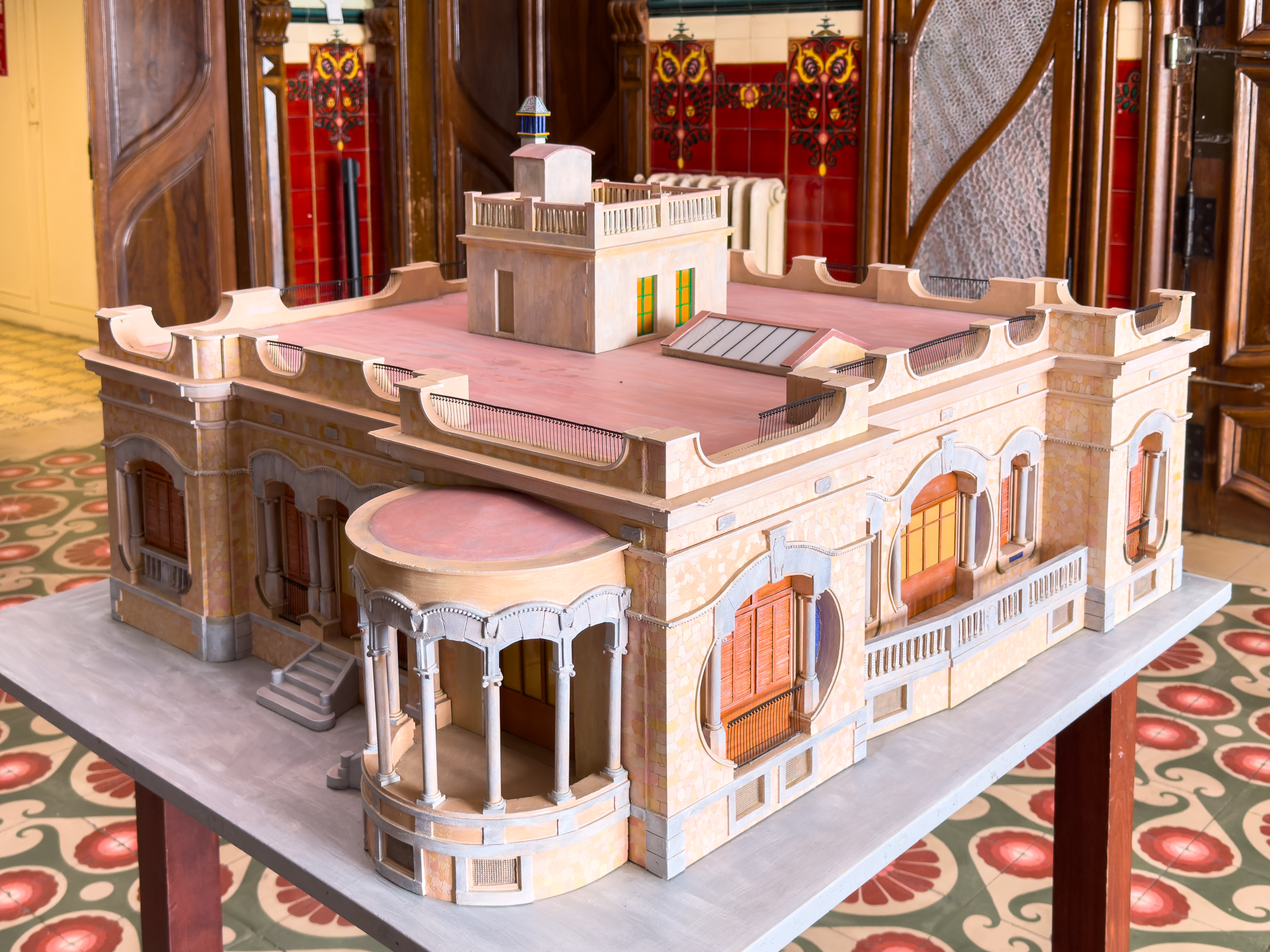
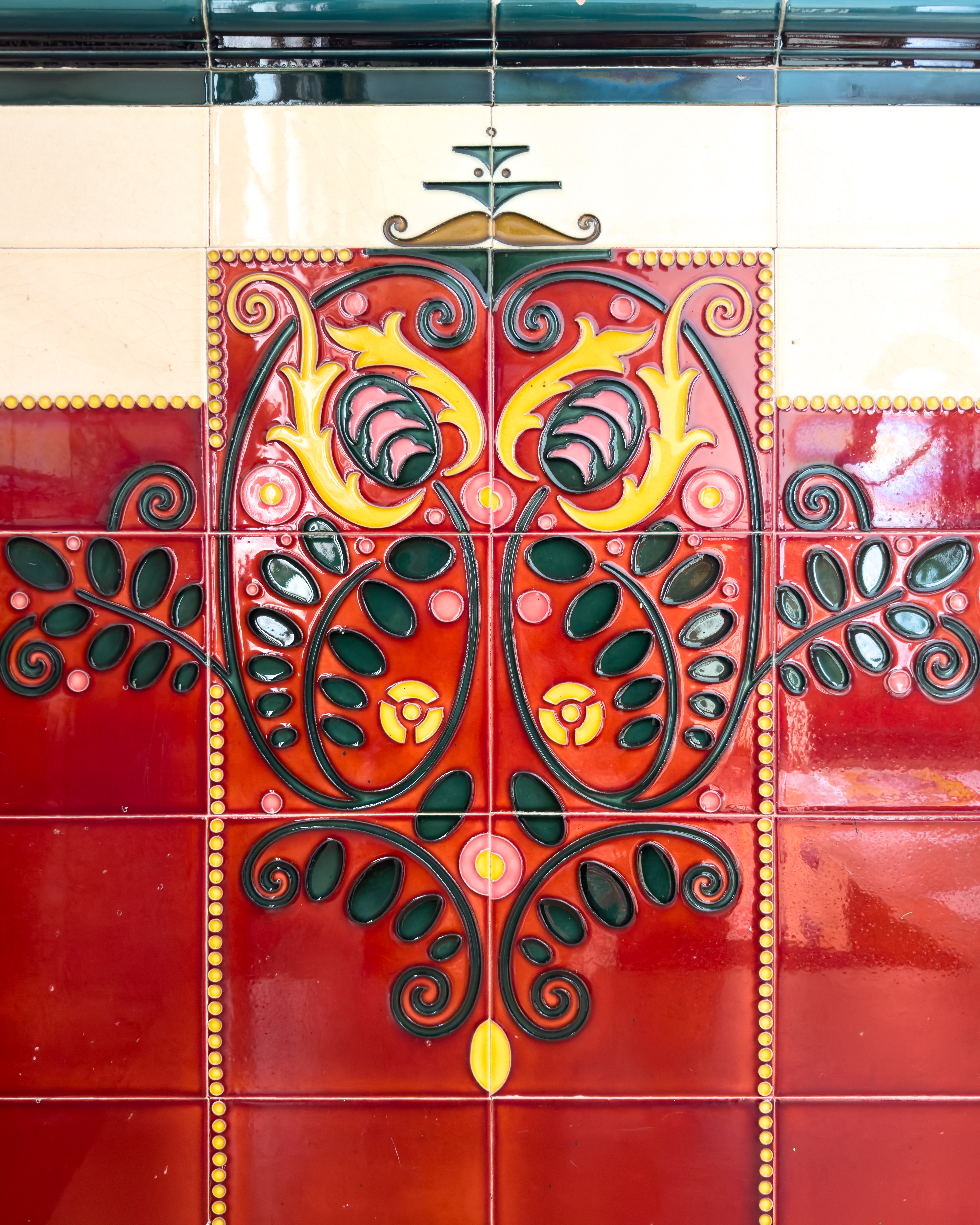
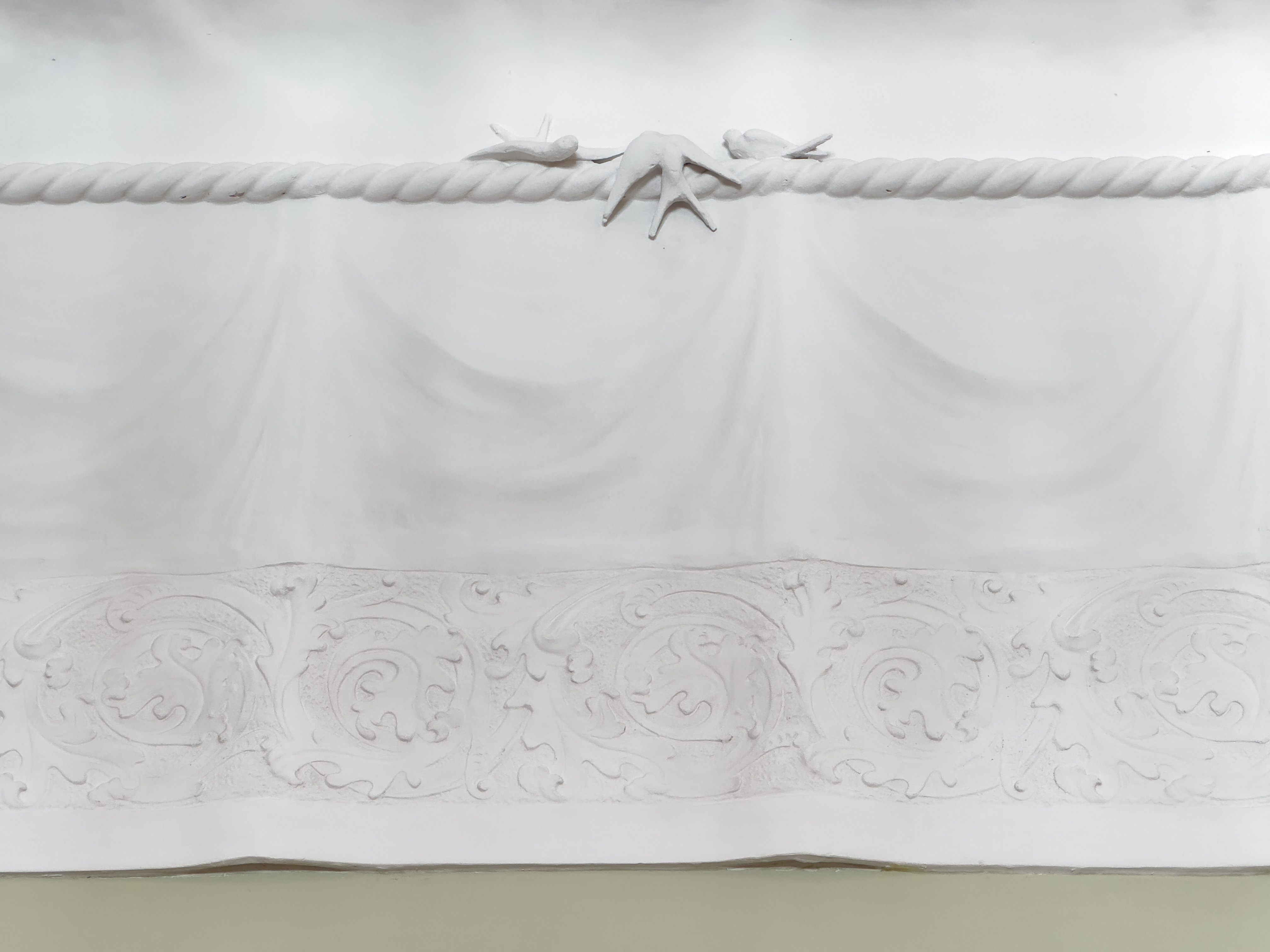
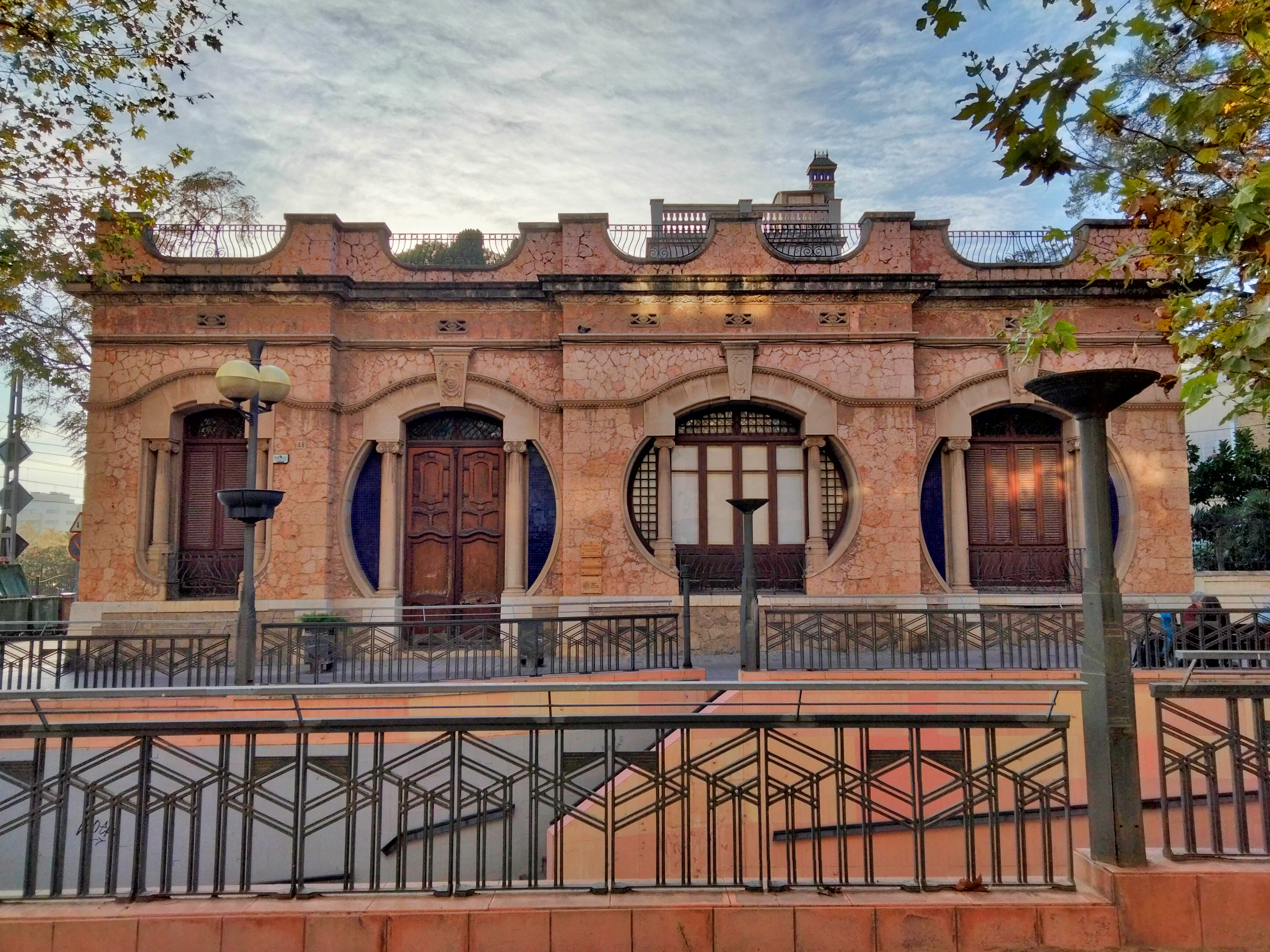
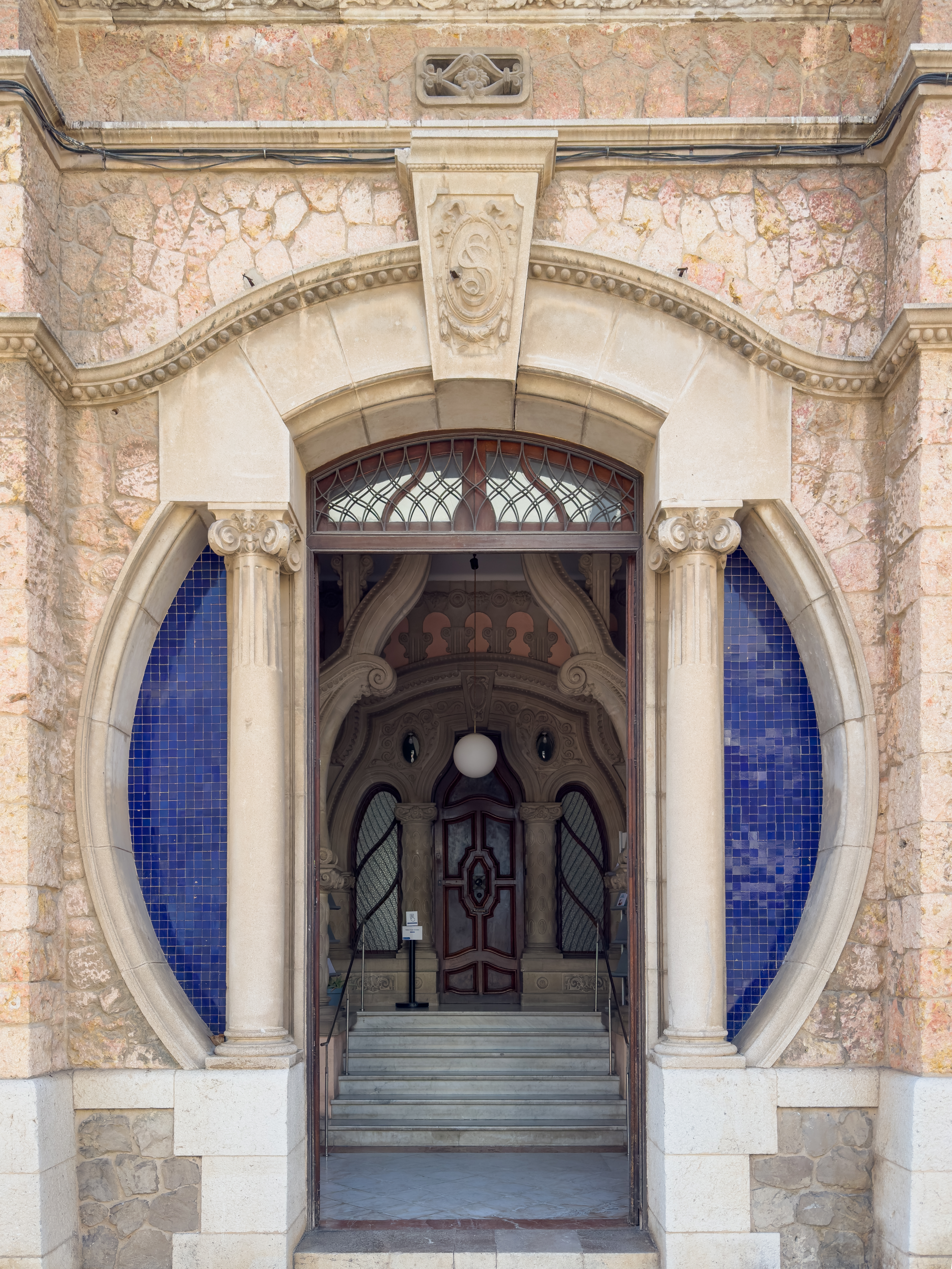
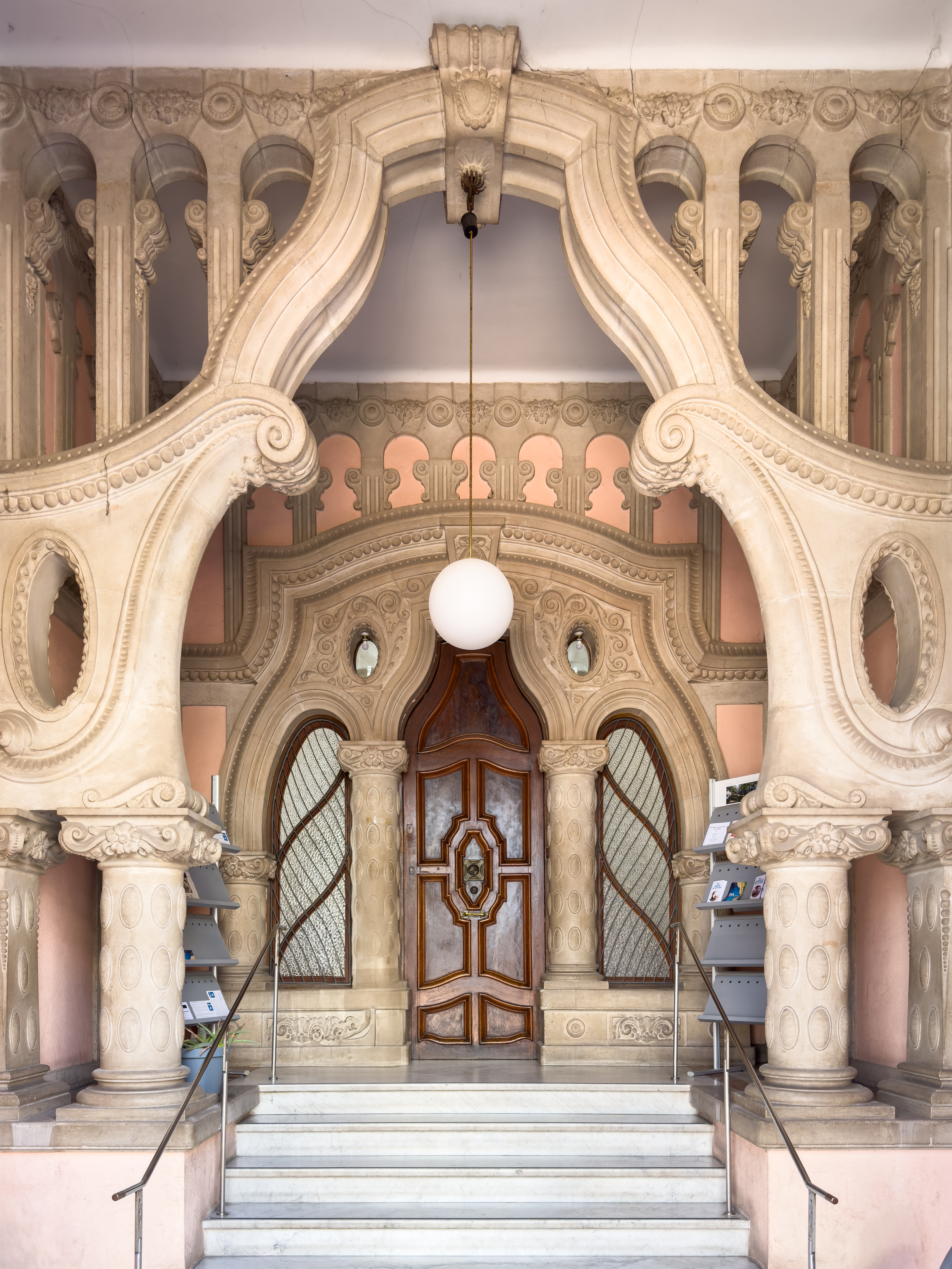
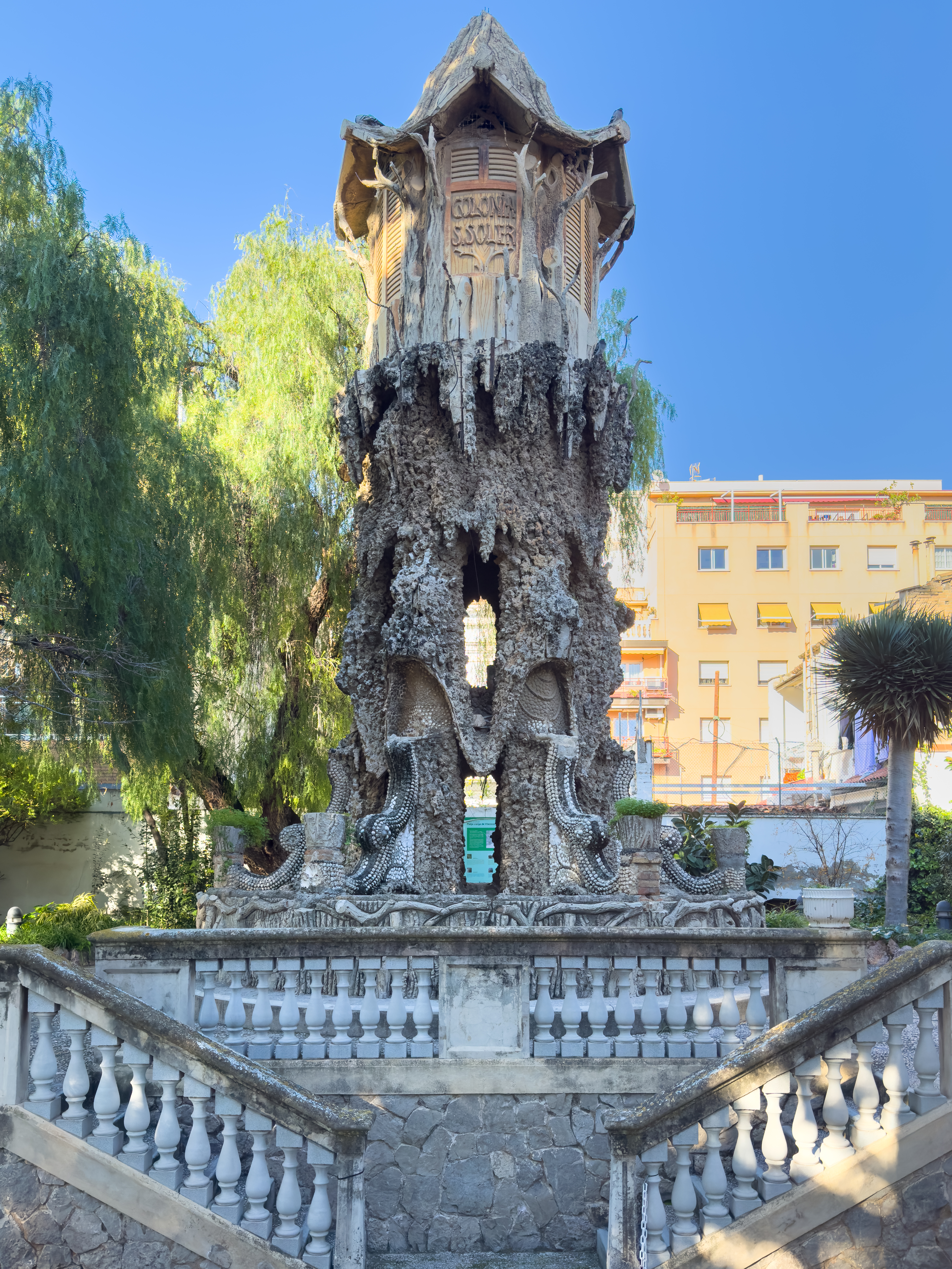